# فاقوس
مدينة فاقوس إحدى مدن محافظة الشرقية، وهي قاعدة مركز فاقوس.

## التاريخ
فاقوس من النواحي القديمة، كانت مدينة «فاكوسا» (بالإغريقية: Φάκουσα)‏ عاصمة المقاطعة العربية إحدى مقاطعات مصر القديمة. وفي العصر الإسلامي، تغير الاسم إلى «فاقوس»، فوردت بهذا الاسم في أعمال الشرقية ضمن قرى الروك الصلاحي التي أحصاها ابن مماتي في كتاب قوانين الدواوين. كما ورد اسم «فاقوس» في أعمال الشرقية ضمن قرى الروك الناصري التي أحصاها ابن الجيعان في كتاب «التحفة السنية بأسماء البلاد المصرية». وفي العصر العثماني ورد اسم «فاقوس» في التربيع العثماني الذي أجراه الوالي العثماني سليمان باشا الخادم في عصر السلطان العثماني سليمان القانوني فاقوس ضمن قرى ولاية الشرقية، وفي تاريخ 1228هـ/1813م الذي عدّ قرى مصر بعد المسح الذي قام به محمد علي باشا باسم «فاقوس» ضمن قرى مديرية الشرقية.